# قطعة (أدب)
القطعة هو شكل من أشكال الأدب الموحد الذي يظهر عادةً في العربية والفارسية والتركي والأردية وغيرها من الأردو المرتبط.